# 大叶糖胶树
大叶糖胶树（学名：Alstonia macrophylla）是夹竹桃科鸡骨常山属的植物。分布于菲律宾、马来西亚、印度尼西亚以及中国大陆的广东等地，目前尚未由人工引种栽培。